# Wing walking

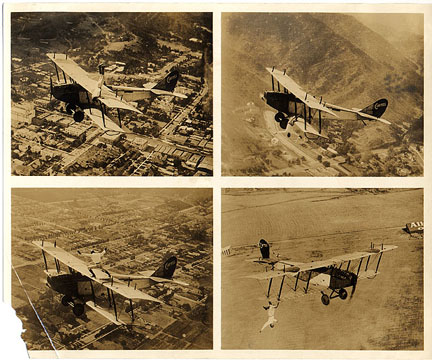
Locklear com seu Curtiss JN-4D,
por volta de 1919-1920.

Designa-se wing walking (termo da língua inglêsa mundialmente adotado) o ato de mover-se ao longo das asas de um avião (mais comummente um biplano) durante o voo, às vezes fazendo a transferência entre aviões. Ele se originou como uma façanha ousada nos programas aéreos de "circos voadores" da década de 1920, e se tornou o assunto de vários filmes de Hollywood. Um dos primeiros expoentes foi Ormer Locklear, que moreu realizando um mergulho no filme "The Skywayman". Charles Lindbergh começou sua carreira na aviação como um wing walker.

## Desenvolvimento inicial

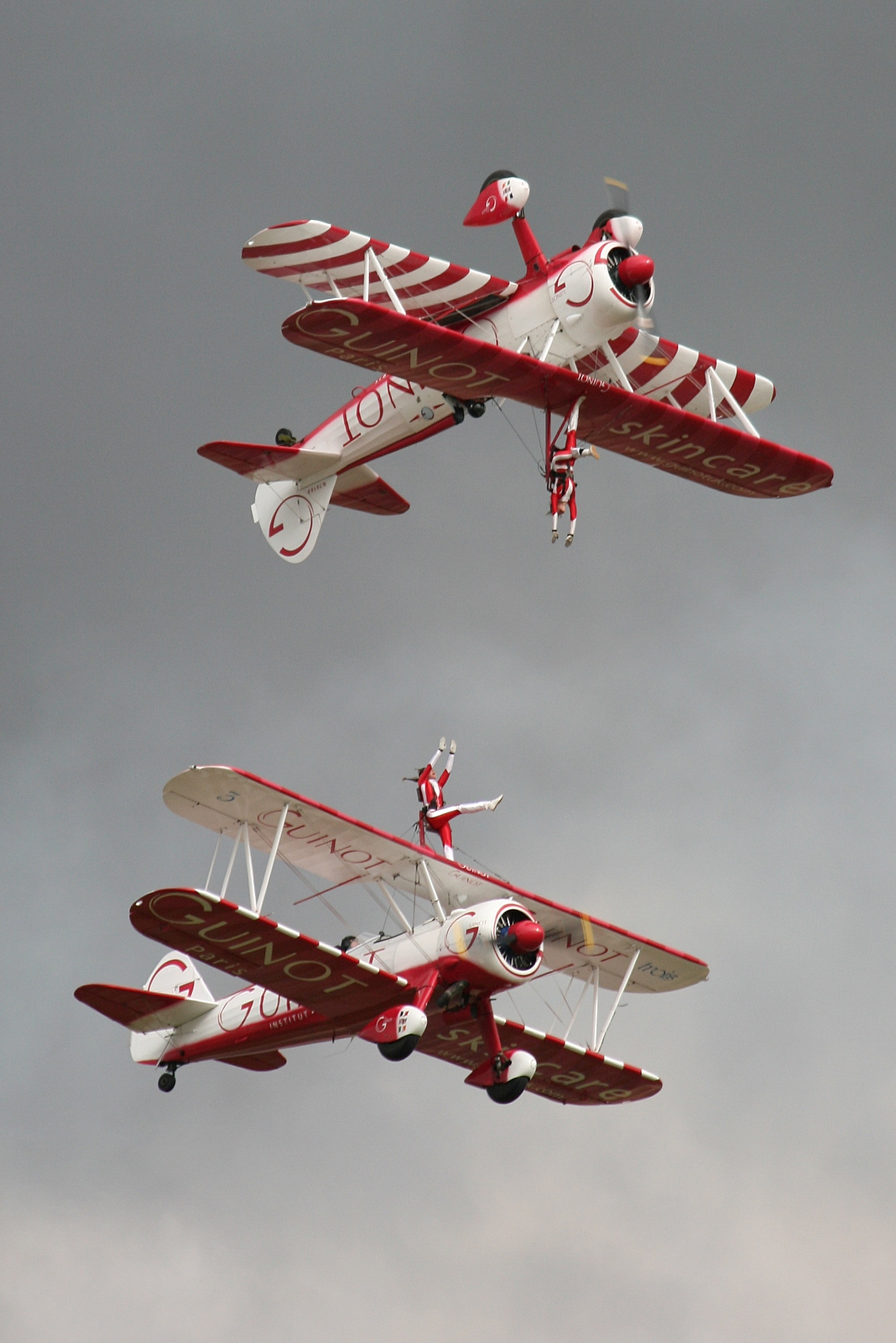
O "Team Guinot" no show aéreo "Flying Legends" de 2008 em Duxford, UK.}}

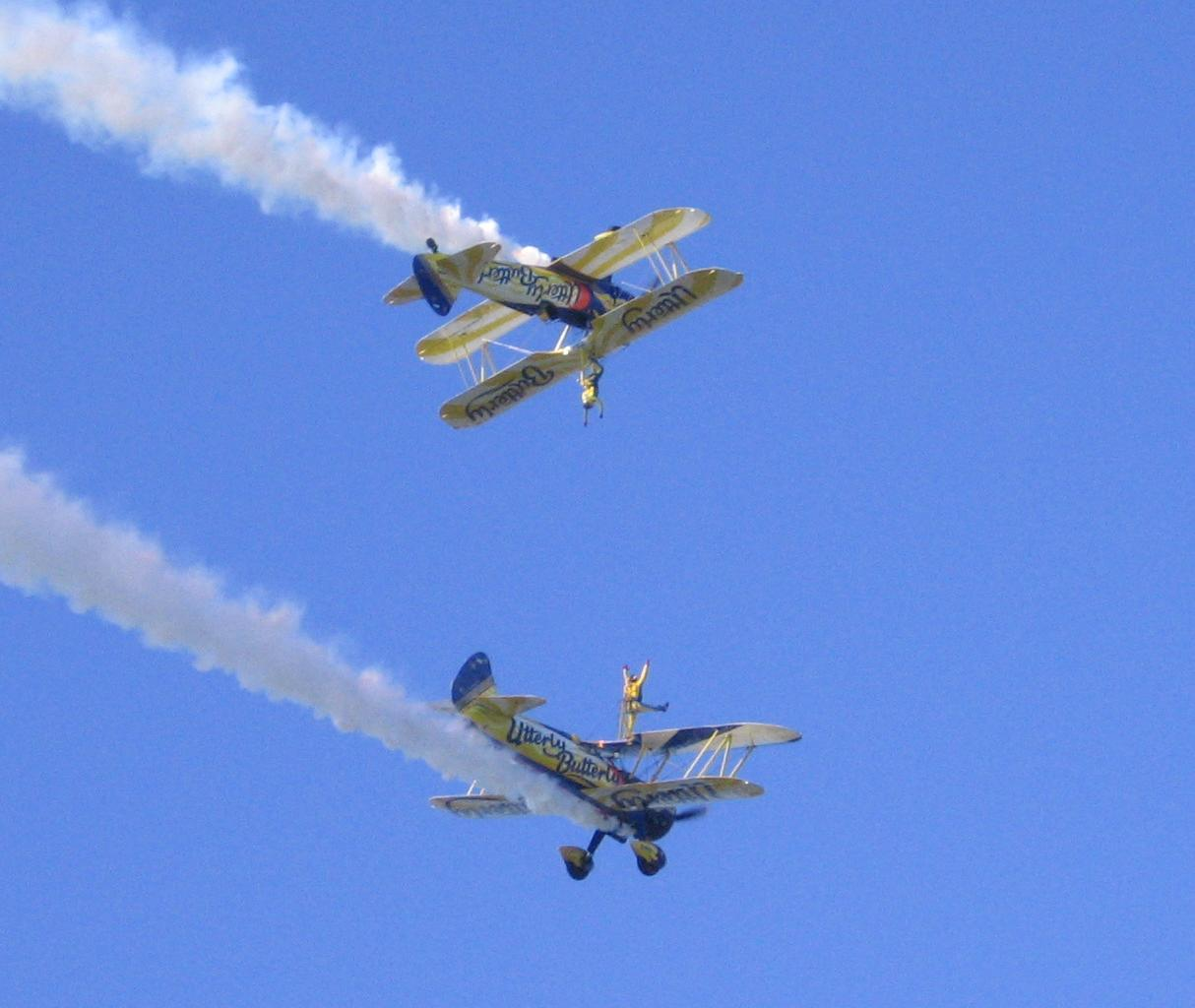
A equipe "UK Utterly Butterly" executando wing walking no seu Boeing Stearman em 2006.

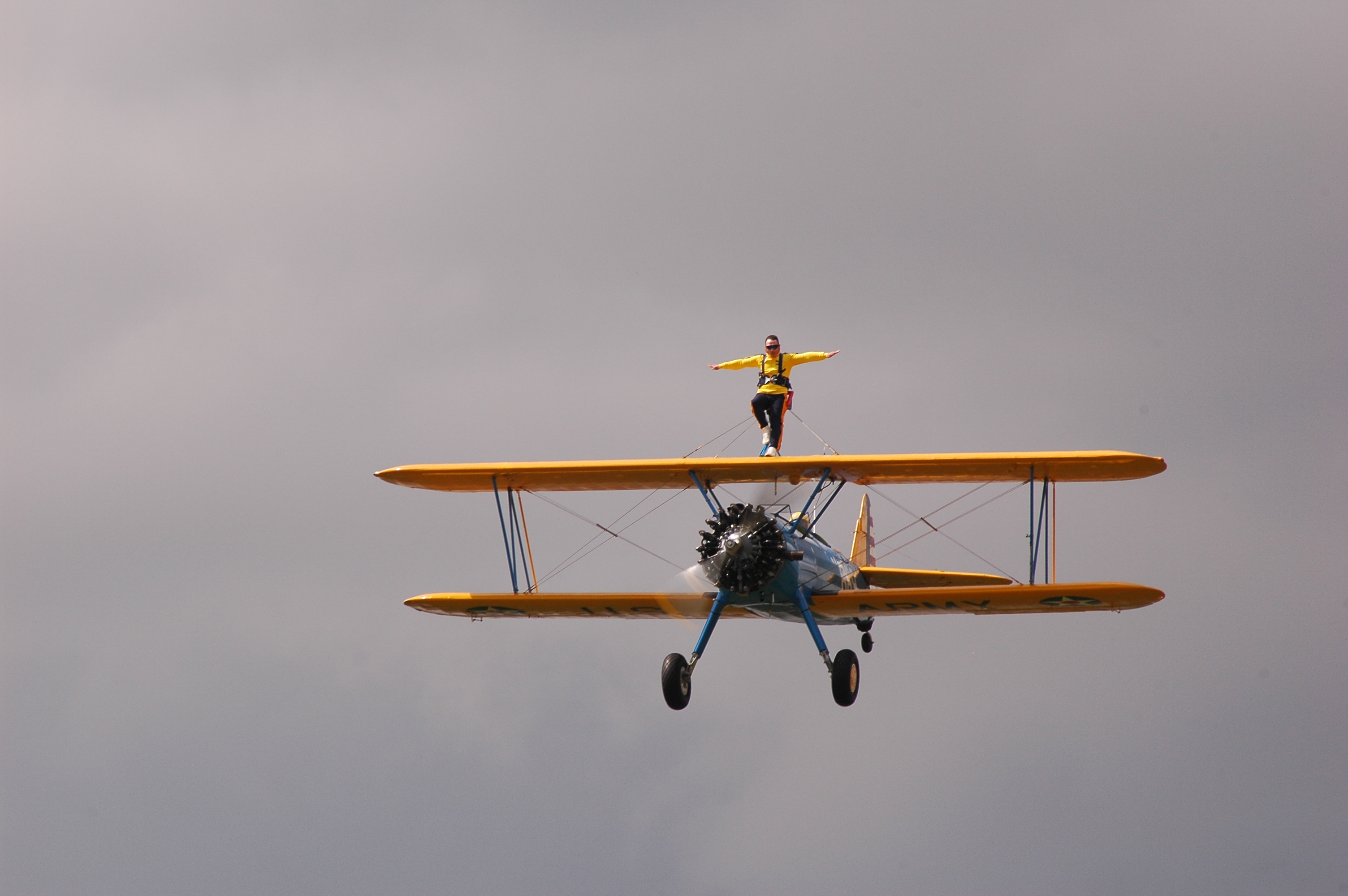
O acrobata John Thomas
praticando wing walking.

O primeiro caso conhecido de ficar na asa de uma aeronave motorizada foi um voo experimental na Inglaterra envolvendo um biplano construído pelo Coronel Samuel Franklin Cody em 14 de janeiro de 1911. Em Laffan's Plain, Cody levou seus dois enteados para um voo, com eles em pé a asa inferior. Em agosto de 1913, o comandante Félix travou os controles de seu biplano "Nieuport-Dunne" sobre a França e escalou ao longo da asa inferior, deixando o avião voar sozinho.
Um dos primeiros wing walker que realizou acrobacias ousadas foi o americano Ormer Locklear de 26 anos. Em novembro de 1918, Locklear se apresentou em Barron Field, Texas, com a primeira apresentação pública de suas acrobacias temerárias. Andar nas asas era visto como uma atração extrema dos "circos voadores", e os wing walker costumavam aceitar o desafio de superar uns aos outros. Eles admitiram (ou melhor, proclamaram com orgulho) que o objetivo de seu comércio era ganhar dinheiro com a possibilidade do público de assistir alguém morrer.
Entre os muitos acrobatas que se tornaram populares estavam: Tiny Broderick, Gladys Ingle, Eddie Angel, Virginia Angel, Mayme Carson, Clyde Pangborn, Lillian Boyer, Jack Shack, Al Wilson, Fronty Nichols, Spider Matlock, Gladys Roy, Ivan Unger, Jessie Woods, Bonnie Rowe, Charles Lindbergh e Mabel Cody (sobrinha de Buffalo Bill Cody, nenhuma relação com SF Cody).
Oito wing walkers morreram em um período relativamente curto durante os primeiros anos dessa prática. Ormer Locklear morreu em 1920 enquanto realizava uma acrobacia para um filme.
Variações no wing walking tornaram-se comuns, com acrobacias como fazer paradas de mãos, pendurar pelos dentes e transferir de um avião para outro. Um artigo de 1931 sobre Wing walking em aeronaves invertidas elogiou o aspecto prático da realização de inspeção ou manutenção do trem de pouso em voo. Eventualmente, os wing walkers começaram a fazer transferências entre um veículo terrestre, como um carro, um barco ou um trem, para o avião. Outras variações incluíram quedas livres terminando com uma abertura de pára-quedas de última hora.
Charles Lindbergh, cuja carreira no voo começou com wing walking, era bem conhecido por acrobacias envolvendo pára-quedas. A primeira mulher afro-americana com licença internacional de piloto, Bessie Coleman, também se envolveu em acrobacias usando pára-quedas. Outra mulher de sucesso nesta profissão foi Lillian Boyer, que realizou centenas de exibições de wing walking, mudanças de automóvel para avião e saltos de paraquedas.
Elrey Borge Jeppesen, de 18 anos, hoje conhecido por ter desenvolvido manuais e gráficos de navegação aérea, juntou-se ao Flying Circus de Tex Rankin por volta de 1925; um de seus trabalhos era wing walking.
Quando o crash da bolsa de 1929 ocorreu, muitos circos voadores proeminentes, como o "Gates Flying Circus" faliram.
Em 1936, a prática terminou efetivamente quando o governo dos EUA proibiu o wing walking abaixo de 1.500 pés (460 m), pois as pessoas tinham dificuldade em ver acrobacias acima dessa altura.

## Prática moderna
Na década de 1970, acrobatas tinham restrições que incluíam a fixação na seção central da asa superior. O wing walking continua a ser praticado por vários artistas.
Em 14 de novembro de 1981, em um evento organizado por Martin Caidin, dezenove paraquedistas estabeleceram um recorde mundial não oficial de wing-walking' ao se posicionarem na asa esquerda de uma aeronave Junkers Ju 52 em voo.